# Wassili Sergejewitsch Komlischinski
Wassili Sergejewitsch Komlischinski (russisch Василий Сергеевич Комлишинский; * 1785 in Charkow; † 1841) war ein ukrainisch-russischer Physiker und Hochschullehrer.

## Leben
Komlischinski, Sohn eines Oberoffiziers (14.–9. Rangklasse), besuchte 1796–1804 die Volksschule Charkow und studierte dann an der gerade gegründeten Kaiserlichen Universität Charkow, die er 1808 als Kandidat der Wissenschaften des ersten Kandidatenjahrgangs verließ. Ab 1809 hielt er eine Vorlesung über die Grundlagen der Mathematik. 1810 wurde er Lehrer für Mathematik und Physik am Gymnasium Tschernigow.
1811 kehrte Komlischinski an die Universität Charkow zurück und leitete den Physik-Kurs. 1812 erhielt er den Magister-Grad und wurde Adjunkt am Lehrstuhl für Physik. Er übersetzte Ferdinand Gieses Allgemeine Chemie aus dem Deutschen, die 1813–1817 in 5 Teilen in Charkow erschien, und Gieses Arbeit über die Herstellung und Reinigung von Salpeter. 1813 wurde er nach Verteidigung seiner Dissertation De polarisatione radiorum luminis zum Doktor der Wissenschaften promoviert. 1818 wurde er Außerordentlicher Professor und 1821 Ordentlicher Professor. Er las über Theoretische Chemie und Meteorologie und leitete das Physikalische Laboratorium. In der Reihe der Vorträge der Universität Charkow hielt er 1818 den Vortrag über nichtwässrige Niederschläge.
1822–1828 und 1833–1836 war Komlischinski Dekan der Abteilung für Physik und Mathematik der philosophischen Fakultät der Universität Charkow. 1833 erschien in Charkow seine Arbeit Ueber den Hagel und Hagelarbeiter. 1836 wurde er Rektor der Universität (mit einjähriger Amtszeit) als Nachfolger von Johann Christian Kroneberg. 1837 übernahm Andrei Fjodorowitsch Pawlowski das Amt. Komlischinski arbeitete ab 1837 als Assistent des Bibliothekars der Bibliothek der Universität Charkow und ging 1840 in den Ruhestand.